# جبل كاره
يبلغ ارتفاع قمة جبل غارا 2151 م، عن سطح البحر وتقع شمال شرق مدينة دهوك. تعتبر قمة جبل كاره موقعاً سياحياً طبيعياً ، حيث يُشرف شمالا على مصايف:
- سولاف.
- آشاوه.
- آنيشكي.
- بامرني، يُذكر أنّ صدام حسين كان قد شيّد له قصراً في هذه المنطقة. كما هناك طريق يكسوه الإسفلت ويربط بين أسفل الجبل وأطلال القصر.